# SC Nürnberg 04
Der Sportclub Maxvorstadt Nürnberg 04 e. V. ist ein deutscher Ringer-Traditionsverein.
Momentan (Stand: Januar 2008) ringt der SC Nürnberg 04 in der Oberliga.
Nach einem Jahr in der Bayernliga gelang 2007 die erneute Rückkehr der Männermannschaft in die Oberliga.
Weitere Abteilungen sind Jeet Kune Do, Taekwondo, Kegeln, Freizeitsport inkl. Fitness und Tischtennis (1. Herrenmannschaft in der Bezirksliga).

## Erfolge (Ringen)
Mannschaft:
- Deutscher Meister 1926
- Deutscher Vizemeister 1922, 1923 und 1927

## Geschichte
Unter dem Vorsitz von Jean Beck gründeten am 13. Juni 1904 siebzehn Nürnberger Schwerathleten den "1. Athletenclub Maxvorstadt 04". Ihre Namen lauteten:
Auer, Hans	 Jäger, Hans
Bauer, Gustav	 Knoll, Richard
Baumann, Gustav Munkert, Peter
Beck, Jean	Seeger, Hans
Bock, Simon	Segitz, Fritz
Del fo, Heinrich	Schlegel, Max
Denk, Heinrich	Schmidtbauer, Michael
Friedlein, Konrad  Steiger, Hans
und Weihberger, Karl.
Neben dem Ringen wurden in den Anfangsjahren auch das Gewichtheben und die Artistik aktiv gepflegt. Die Übungsabende fanden im "Tivoli" am Maxfeld statt. Der Gründungsvorsitzender Jean Beck  leitete die Geschicke des Vereins bis 1909, danach wurden während der fünfzehn Jahre andauernden Ägide von Max Schlegel die ersten sportlichen Höhepunkte gefeiert. Bis zum Beginn des Ersten Weltkriegs wuchs die Mitgliederzahl auf 150 an. Nicht nur der Sportclub Nürnberg 04 mit seinen 32 gefallenen Sportkameraden, auch andere Vereine im Norden Nürnbergs hatten viele Tote zu beklagen, so dass es zu mehreren Fusionen mit anderen Vereinen (Athletenclub Siegfried, SC Olympia, Sportklub Noris und AC Simson-Dirk van den Bergh) kam und man 1919 mehr als 400 Mitglieder zählte.
Im Ringen gab es damals bereits drei Körpergewichtsklassen. Im Leichtgewicht konnte jeder starten, der nicht mehr als 140 Pfund Körpergewicht aufzuweisen hatte. Das Mittelgewicht ging bis zu 165 Pfund. Wer schwerer war, zählte zum Schwergewicht. Die Ringdauer belief sich auf 5 Minuten. Wurde in dieser Zeit keine Entscheidung erzielt, so entschied entweder das "Schieben aus der Matte" oder beim "Kreuzgriff' deren Berühren mit irgendeinem Teil des Oberkörpers innerhalb einer weiteren Minute. Bei großen Turnieren mit einer Vielzahl von Teilnehmern durfte eine Verkürzung der Ringzeit bis auf drei Minuten vorgenommen werden. Diese Maßnahme wird verständlich, wenn man hört, dass im Leichtgewicht über hundert Teilnehmer keine Seltenheit waren, im Mittelgewicht oft 50 bis 60 Konkurrenten mitmachten und die Zahl der Schwergewichtler meist 30 und mehr betrug.
Schon wenige Jahre nach der Gründung konnten die ersten überregionalen Erfolge errungen werden, die den Namen des SC 04 Nürnberg Maxvorstadt deutschlandweit bekannt machten und den Ruf Nürnbergs als Sporthochburg festigten. Mit Karl Döppel stellte der Verein erstmals einen Deutschen Meister in der Mittelgewichtsklasse. Der 1906 aufgenommene Karl Döppel war einer der erfolgreichsten Athleten in der Geschichte des Vereins. Bei Maxvorstadt besiegte er am Abend seines ersten Erscheinens im Club alle anwesenden Aktiven.
Döppel begründete durch seine hervorragenden Leistungen den glänzenden Ruf Maxvorstadts und drückte der Geschichte des Vereins in den ersten zwanzig Jahren seinen Stempel auf. Vor ihm existierte kein deutscher Amateur-Schwergewichtler, der so lange eine dominierende Stellung einnehmen konnte, dessen angriffsfreudige Ringweise und außergewöhnliche Erfolge die Zuschauer so in den Bann schlugen. Wo Döppel auftrat, da gab es etwas zu Karl Doppel sehen! Wie ein Panther sprang er den Gegner an, ließ Griff auf Griff folgen und meist dauerte es nur kurze Zeit, bis er den Widersacher auf beiden Schultern hatte. In zwanzig Jahren erhielt er nur fünf Niederlagen, während eines Zeitraums von sechs Jahren wurde er von keinem deutschen Ringer besiegt. 35 Meisterschaften, darunter 5 deutsche und 1 Europameisterschaft, stellen die sportliche Ausbeute seines Lebens dar. Die Gesamtzahl der von ihm errungenen Preise beläuft sich auf über 200! Einen weiteren Erfolg brachten die vom Verband veranstalteten deutschen Auswahlkämpfe für die 1916 in Berlin vorgesehenen Olympischen Spiele.
In überlegener Manier setzte sich Döppel im Mittelgewicht, alle Gegner in kurzer Zeit aus dem Felde schlagend, an die Spitze. Im Federgewicht errang Franz Reitmeier den gleichen Erfolg. Es war beiden nicht vergönnt gewesen, ihre sportliche Laufbahn mit dem Gewinn einer olympischen Medaille zu krönen, denn der Ausbruch des Ersten Weltkrieges verhinderte die Austragung der Spiele und 1920, als sich beide Ringer in ihrer besten Form befanden, war Deutschland ebenso wie 1924 von der Teilnahme ausgeschlossen.
Den größten Erfolg in der bisherigen Verbands- und Vereinsgeschichte brachten die im August 1928 in Amsterdam durchgeführten Olympischen Spiele. Wieder belegte ein Nürnberger als einziger Deutscher bei einer internationalen Konkurrenz einen ersten Platz im Ringkampf. War es im Vorjahr Eduard Sperling gewesen, der sich in Budapest den Europatitel holte, so war es diesmal Kurt Leucht, dem es gelang, die Leistung seines Vereinskollegen durch die Erringung einer olympischem Goldmedaille noch zu überbieten.
Der Weg zu diesem Erfolg war nicht leicht; denn über zwanzig Nationen hatten ihre Besten zu dem Wettbewerb entsandt. Kurt Leucht hatte in der 1. Runde den Polen Ganzerra als Gegner. Er griff sofort heftig an und konnte auch einige Schulterschwünge anbringen, doch reichte es zunächst nicht zum endgültigen Erfolg. Nach 5 Minuten fing Leucht dann einen Griff seines Gegners ab und zwang ihn durch Überstürzer nach rückwärts auf beide Schultern. Auch im Kampfe mit dem Argentinier Bosc übernahm der Maxvorstädter vom Anpfiff weg die Führung. Er brachte den Südamerikaner sofort in recht kritische Situationen – und siegte, ihm unentwegt zusetzend, in 4,45 Min. durch Aufreißer am Boden. In der 3. Runde erkämpfte Leucht gegen den starken Norweger Martinssen in einem technisch schönen Kampf einen hohen Punktsieg. Als sein härtester Gegner erwies sich der Weltmeister von 1924, Eduard Pütsep aus Estland. Weder Leucht noch Pütsep gelang es, zu einer Wertung zu kommen. Nach Ablauf  des lebhaft geführten, völlig ausgeglichenen Treffens erhielt Pütsep "für bessere Arbeit" den knappsten aller Punktsiege zugesprochen, schied aber trotzdem aus, weil er damit seinen 5. Fehlpunkt erreicht hatte. In der 5. Runde siegte Jindrich Maudr aus der Tschechoslowakei in 13,30 Min. über Oscar Lindelöf aus Schweden. Der Italiener Giovanni Gozzi, der gegen den Tschechen nach Punkten verloren hatte, wurde Punktsieger über den Ungarn Ödön Zombori. Im Schlusskampf gewann der lebhaft angreifende Leucht dann in 4,30 Min. durch Kopfzug mit Hüftschwung gegen den flinken und starken Jindrich Maudr.
Tausende warteten am 8. August am Bahnhof in Nürnberg mit lodernden Fackeln auf die Ankunft Leuchts. Brausender Jubel wogte dem Olympiasieger entgegen, als er blumen- und lorbeergeschmückt, von Döppel auf den Schultern getragen, am Ausgang der Mittelhalle erschien. Nach kurzer Begrüßung durch Fritz Büttner bestieg Leucht das seiner harrende Auto. Von Fackelträgern gefolgt, setzte sich der Zug unter Vorantritt einer Musikkapelle in Bewegung. Er gestaltete sich zu einem wahren Triumphzug. Eine unübersehbare Menschenmenge geleitete den Sieger zum fahnengeschmückten Stadtparksaal, in dem Oberbürgermeister Dr. Luppe die Verdienste von Kurt Leucht im Namen der Stadt Nürnberg würdigte.
Vier weitere olympische Medaillen konnten bis 1936 von den Ringern Eduard Sperling, Kurt Hornfischer und Jakob Brendel erkämpft werden. Hinzu kamen Titel bei Welt- und Europameisterschaften sowie Triumphe bei zahlreichen deutschen und bayerischen Meisterschaften. Der Zweite Weltkrieg bedeutete einen tiefen Einschnitt in die Vereinsgeschichte. Doch wurde schnell ein Neuanfang gewagt. Neben Ringen wurden anfangs noch Boxen und Kunstkraftsport betrieben. Einen weiteren bis heute anhaltenden Mitgliederzuwachs erhielt der Verein durch die 1954 gegründete Tischtennisabteilung. Zuletzt erfolgte dann die Gründung einer Kegel-, Jeet Kune Do, Taekwondo sowie einer Gymnastikabteilung.

## Bekannte Sportler
- Jakob Brendel, Ringer, Olympiasieger
- Karl Döppel, Ringer, Europameister
- Kurt Hornfischer, Ringer, vierfacher Europameister u. Gewinner einer Bronzemedaille bei den Olympischen Spielen 1936 in Berlin
- Kurt Leucht, Ringer, Olympiasieger
- Franz Reitmeier, Ringer, Weltmeister